# William Mason (armeiro)
William Mason (30 de janeiro de 1837 Oswego, Nova York — 17 de julho de 1913 (76 anos) Worcester, Massachusetts), foi um engenheiro, inventor, armeiro e criador de padrões americano que trabalhou para a Remington Arms, para a Colt's Patent Firearms Manufacturing Company e para a Winchester Repeating Arms Company no século XIX.

## Carreira

### Na Remington
Mason começou sua carreira como aprendiz de desenhista técnico, e acabou trabalhando na indústria de armas para a Remington Arms. Enquanto estava na Remington, em 21 de novembro de 1865, ele recebeu a patente dos EUA 51.117, para um "cilindro giratório para fácil carregamento" e o mecanismo ejetor em forma de estrela para ejetar estojos de cartuchos deflagrados, um design usado em 1896 pela S&W para o modelo "Smith & Wesson .38 Hand Ejector" (rebatizado posteriormente como "Smith & Wesson Model 10").

### Na Colt
Mason deixou a Remington Arms em 1866 para trabalhar para a Colt como Superintendente do arsenal. Junto com Charles Richards, Mason patenteou projetos para converter revólveres de percussão em revólveres de cartucho metálico de carregamento pela culatra (retrocarga). Esses revólveres convertidos foram identificados como "Richards-Mason conversion".

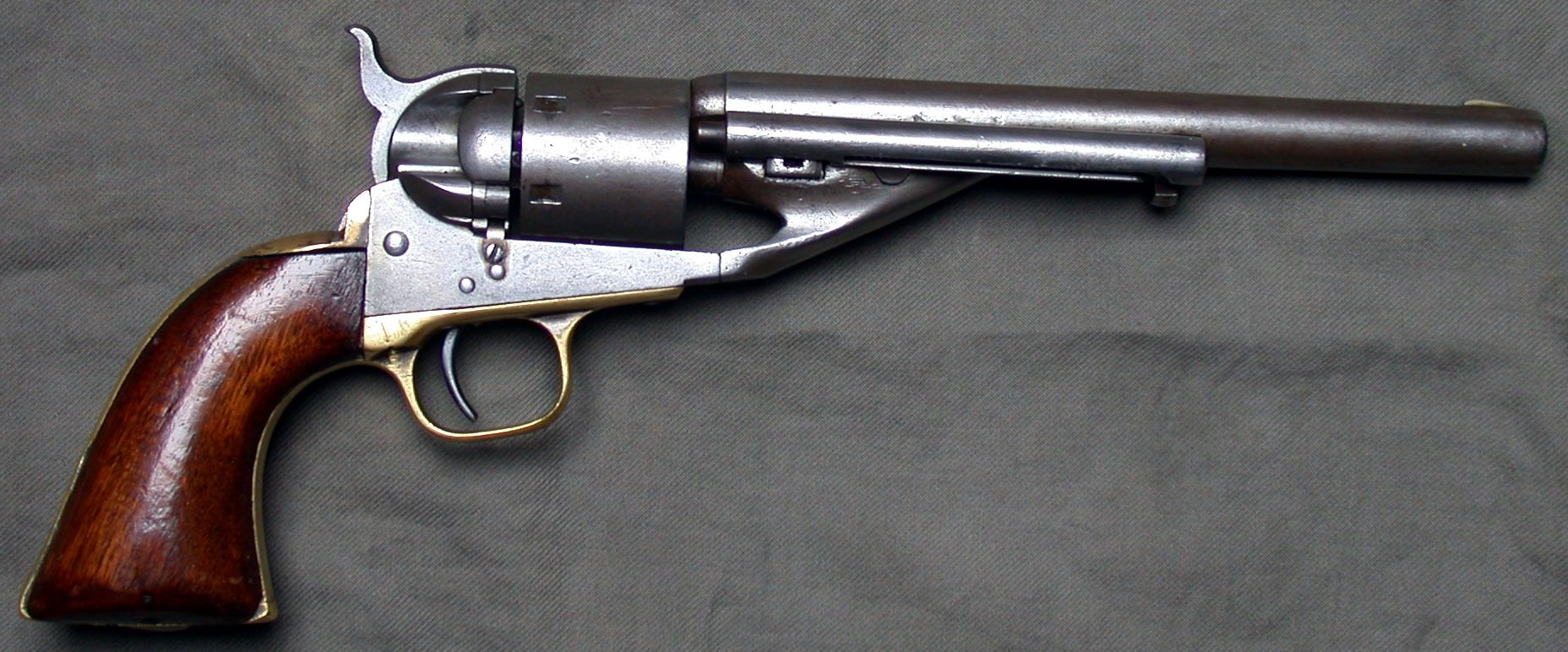
Um Colt Navy Model 1861 "Richards Mason Conversion" no calibre .38

Depois de trabalhar nessas conversões, Mason começou a trabalhar nos primeiros revólveres de cartucho metálico da Colt em 1871: o revólver "Colt Model 1871-72 Open Top" foi o terceiro desses projetos, depois da "House Pistol" no calibre .41 e da pistola calibre .22 "Seven-shot Open Top". O Open Top no calibre .44 tinha um design completamente novo e as peças não eram intercambiáveis com as pistolas de percussão mais antigas. Mason moveu a mira traseira para a parte traseira do cano, em oposição a mira no cão ou no bloco da culatra dos modelos anteriores. O car4tucho era .44 Henry e foi submetido ao Exército dos EUA para testes em 1872. O Exército rejeitou a pistola e pediu um calibre mais potente com uma estrutura mais forte. Mason redesenhou o quadro para incorporar uma tira superior (acima do tambor), semelhante aos revólveres Remington e colocou a mira traseira na parte traseira do quadro. O primeiro protótipo foi compartimentado em .44 Rimfire, mas o primeiro modelo de produção usava o cartucho mais novo, conhecido como .45 Colt.
O revólver foi escolhido pelo Exército em 1872, com a primeira encomenda de 8.000 unidades sendo enviada no verão de 1873. Após o sucesso do Colt Single Action Army e a conversão da Colt dos revólveres de percussão existentes em "conversões Richards-Mason", Mason passou a projetar o menor revólver, o "Colt New Line", lancado em 1873. Havia cinco variantes, cada uma com tamanho e calibre diferentes, mas todos usando um bloco de culatra projetado por Mason.
Embora a Colt tenha desenvolvido o conceito de um revólver de "ação dupla" pela primeira vez em 1857 e uma patente tenha sido registrada, ele nunca foi construído pela Colt. Com o aumento da concorrência de seu rival britânico, Webley & Scott, a Colt pediu a Mason para projetar um revólver de dupla ação para eles em 1877, o Colt M1877. Depois disso, Mason mais uma vez se uniu a Richards para produzir uma versão de quadro maior, o Colt M1878 Frontier em 1878.
Seu projeto final para a Colt foi o Colt M1889, uma colaboração com Carl J. Ehbets para um revólver com cilindro de abertura lateral. Ehbets continuou a aperfeiçoar a ideia por 7 anos, depois que Mason trocou a Colt pela Winchester.

### Na Winchester
Mason deixou a Colt para trabalhar para a Winchester Repeating Arms Company em 1882. Ele foi originalmente contratado para projetar um revólver para competir com os revólveres Colt, mas eventualmente fez protótipos funcionais de muitos dos designs de John Moses Browning. Uma de suas melhorias de design mais notáveis foi o rifle Winchester Model 1886. Em 1885 ele se tornou o Mecânico Mestre na Winchester e ocupou essa posição até sua morte em Worcester, Massachusetts, em 17 de julho de 1913.
Mason foi um membro inaugural da "American Society of Mechanical Engineers" e ao longo de sua vida ele patenteou 125 invenções para armas de fogo, munições, máquinas operatrizes, bombas a vapor e teares mecânicos. A historiadora da Winchester, Mary Jo Ignoffo, definiu Mason como: "um dos designers mais importantes do século XIX".